# Neocabreria
Neocabreria, rod glavočika iz podtribusa Disynaphiinae, dio tribusa Eupatorieae.

## Opis
Neocabreria uključuje 6 grmolikih vrsta iz Brazila, a jedna se proteže do Argentine. Rod se razlikuje po dlakavim unutarnjim površinama vjenčića i dvokrilnim dodacima prašnika, u kombinaciji s papusom od brojnih čekinja.

## Vrste
1. Neocabreria catharinensis (Cabrera) R.M.King & H.Rob.
2. Neocabreria concinna R.M.King & H.Rob.
3. Neocabreria malachophylla (Klatt) R.M.King & H.Rob.
4. Neocabreria mexiae R.M.King & H.Rob.
5. Neocabreria pennivenia (B.L.Rob.) R.M.King & H.Rob.
6. Neocabreria serrulata (DC.) R.M.King & H.Rob.

## Sinonimi
Nema.